# ボチカイ・イシュトヴァーン

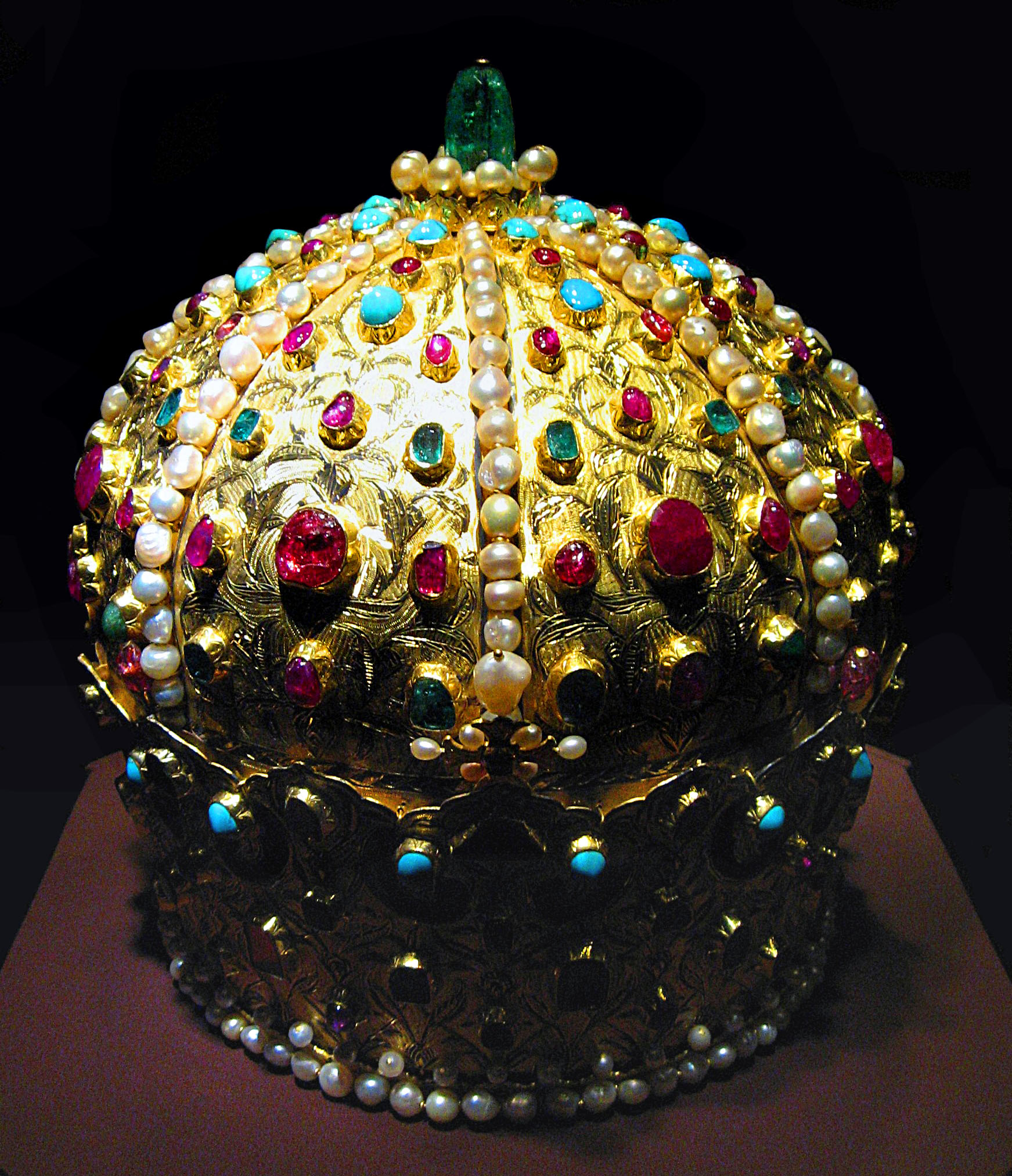
ボチカイの宝冠

ボチカイ・イシュトヴァーン（ハンガリー語: Bocskai István[ˈbot͡ʃkɒiˈiʃtvɑ̈ːn], 1557年1月1日 - 1606年12月29日）は、トランシルヴァニア出身のハンガリー人（マジャル人）貴族。1604年から1606年まで王領ハンガリー（現在のスロバキア東部）で続き、モラヴィアやオーストリアにまで波及した反ハプスブルク家蜂起の指導者となり、トランシルヴァニア公（在位：1605年 - 1606年）も務めた。

## 生涯
1557年、ボチカイ・ジェルジュとその妻シュヨク・クリスティナとの間の息子として、コロジュヴァール（現在ルーマニア領。ルーマニア語名クルジュ＝ナポカ）で生れた。ボチカイは古くから続くボチカイ家の中で最も高名な人物である。バートリ・ジグモンド公の主要な相談役として、ボチカイは主君にオスマン帝国との同盟に代えて神聖ローマ皇帝との同盟を結ぶよう助言し、頻繁にプラハおよびウィーンへと赴いて重要な外交交渉を行った。
ボチカイは後にバートリ家のトランシルヴァニア公たちから憎まれるようになり、1599年には領地も没収されたため、神聖ローマ皇帝の宮廷の庇護を求める事になった。しかし皇帝ルドルフ2世が王領ハンガリーの国法を踏みにじり、プロテスタントの宗教的権利を剥奪すると、ボチカイは皇帝と不和になった。特に1602年から1604年にかけて、ジョルジョ・バスタやジャコモ・ジェルジョジョーソら皇帝軍の将軍たちは、トランシルヴァニア人たちに乱暴狼藉の限りを尽くした。
トランシルヴァニアの独立を守るため、ボチカイはトルコ人を支持するようになった。1605年、ジョルジョ・バスタの追い出しに大いに貢献したとして、メッジェシュで開かれた公国の議会は、ボチカイをトランシルヴァニア公に選出した。この報を聞いたオスマン帝国のスルターン・アフメト1世は、特使を派遣してボチカイの即位を祝い、ペルシアで作られた絢爛豪華な宝冠を贈った。ボチカイは王として遇されるのは固辞したが、トルコ人との同盟関係は効果的に利用した。一方、ハプスブルク帝国に属するハンガリー地域を保持するべく、マティアス大公は頼りにならない兄ルドルフ2世を脇に押しやってボチカイとの交渉を行い、1606年6月23日にウィーンの和約を締結した。
和約は王領ハンガリーとトランシルヴァニアの両国における全ての国法、宗教的権利および諸特権を保障するものだった。ボチカイはオーストリア宮廷からトランシルヴァニア公と認められ、これ以後、トランシルヴァニア人たちは自分たちの君主を選ぶ権利を持つことも公認された。さらに、もしボチカイが子供のないまま死ねばオーストリア領に復帰するという条件付きで、トカイ要塞とベレグ城県、サトマール城県、ウゴチャ城県の3城県がボチカイに割譲された。また同時に、ジタヴァ川河畔でもオーストリアとオスマン帝国との間でジトヴァトロクの和約が結ばれたが、こちらの和約でもウィーンの和約が確認された。
ボチカイは外交における大成功を収めたが、浮腫に冒され、体調が悪化していったボチカイは宰相のカータイ・ミハーイに毒を盛られているのではないかとの疑念を抱き、カータイを投獄した。和約から5か月後の12月29日ボチカイは病死したが、間もなくカータイが毒殺したと信じた家臣たちによってカータイは襲われ、その遺体はバラバラに切り刻まれてしまった。
次の公はラーコーツィ家からラーコーツィ・ジグモンドが選出された。ボチカイの治世は僅か1年に過ぎなかったが、ウィーンの和約はトランシルヴァニアにおける重要な条約となり、その後の歴史に影響を与えた。